# Halbkreis

Ein Halbkreis mit Radius

Der Halbkreis beschreibt die eindimensionale Menge an Punkten, welche die Hälfte eines Kreises formen. Der Innenwinkel eines Halbkreises misst 180° bzw. {\displaystyle \pi } Radian, somit ist der Halbkreis nur entlang einer Achse symmetrisch. Die Hälfte einer Kreisscheibe wird auch als Halbkreis bezeichnet, ist allerdings eine zweidimensionale Form, die zusätzlich den Durchmesser des Kreises und alle eingeschlossenen Punkte beinhaltet. Nach dem Satz des Thales ist jedes Dreieck mit zwei Ecken auf den Endpunkten eines Halbkreises und der dritten Ecke an beliebiger Position auf dem Halbkreis ein rechtwinkliges Dreieck mit rechtem Winkel am dritten Eckpunkt.
Alle Geraden, die einen Halbkreis orthogonal schneiden, sind kopunktal.

## Parametrisierung
Der Halbkreis mit Radius {\displaystyle r} und Mittelpunkt {\displaystyle (x_{0},y_{0})}, der sich vollständig oberhalb von {\displaystyle y=y_{0}} befindet, lässt sich durch folgende Gleichung beschreiben:
{\displaystyle y=y_{0}+{\sqrt {r^{2}-(x-x_{0})^{2}}}}.
Der entsprechende Halbkreis, der vollständig unterhalb von {\displaystyle y=y_{0}} liegt, lässt sich ausdrücken als:
{\displaystyle y=y_{0}-{\sqrt {r^{2}-(x-x_{0})^{2}}}}.

## Verwendung

Veranschaulichung des Satzes des Thales

Ein Halbkreis mit arithmetischem und geometrischem Mittel der Längen und.

Bei der Konstruktion mit Zirkel und Lineal kann der Halbkreis verwendet werden, um das arithmetische und das geometrische Mittel zweier Längen herzuleiten. In einem Halbkreis mit dem Durchmesser {\displaystyle d=a+b} ergibt sich das arithmetische Mittel von {\displaystyle a} und {\displaystyle b} als Radius {\displaystyle r}. Wählt man wieder {\displaystyle d=a+b} als Durchmesser und konstruiert eine Orthogonale in dem Punkt, an dem sich {\displaystyle a} und {\displaystyle b} treffen, ergibt sich das geometrische Mittel als die Länge von diesem Punkt bis zum Schnittpunkt mit dem Halbkreis. Diese Eigenschaft lässt sich mit dem Satz des Pythagoras beweisen.
Der Halbkreis wird z. B. auch für die Quadratur des Rechtecks (Bestimmung der Fläche eines Rechtecks) sowie für den Beweis des Satzes des Thales benötigt.
Geometrische Figuren aus Archimedes’ Buch der Lemmata basieren häufig auf Kreis- und Halbkreis-Konstruktionen:
Ein Arbelos beschreibt die Region einer Fläche, die durch drei Halbkreise eingeschlossen wird, welche alle auf derselben Seite einer geraden Linie liegen und nur an ihren Endpunkten verbunden sind.

Ein Salinon (blaue Region)

Ein Arbelos (graue Region)

Das Salinon, eine spiegelsymmetrische geometrische Figur besteht aus vier Halbkreisen.
Ein Rechteck mit den Seitenlängen {\displaystyle a} und {\displaystyle b} und ein Quadrat mit der Seitenlänge des geometrischen Mittels aus {\displaystyle a} und {\displaystyle b} haben denselben Flächeninhalt.
Für beliebige Formen (außer dem Kreis), für die sich ein Rechteck gleicher Fläche konstruieren lässt, kann so auch deren Flächeninhalt bestimmt werden.